# Культурная дистанция
Культурная дистанция (англ. cultural distance) — понятие в культурологии и этнопсихологии, характеризующее степень различия между культурой мигранта и принимающей культурой.  В соответствии с гипотезой, существует положительная корреляция между величиной культурной дистанции и трудностью, испытываемой иммигрантом в процессе межкультурной адаптации.

## История
Термин «культурная дистанция» был введен в 1980 году британскими исследователями И. Бабикером, Дж. Коксом и П. Миллером, которые заявили о существовании взаимосвязи между тяжестью психологических проблем, возникающих в процессе межкультурной адаптации, и глубиной различий между контактирующими культурами. Основой для данной гипотезы послужило их исследование, в котором демонстрировалось влияние культурной дистанции на возникновение симптомов стресса и необходимости медицинских консультаций среди иностранных студентов в Шотландии.
В российскую этнопсихологию термин был адаптирован в начале 1990-х годов и получил развитие в работах Н.М. Лебедевой, изучавшей феномен воспринимаемой, или субъективной, культурной дистанции на примере этнокультурной адаптации русского населения в Закавказье и государствах, получивших независимость после распада СССР.

## Сущность
Концепция культурной дистанции используется как один из способов позиционирования стран в соответствии со схожестью и различием их культурной среды, а также является фактором, предопределяющим успех или неудачу социокультурной адаптации мигранта.  
Исследователи сходятся на том, что величина дистанции между культурами способна оказывать влияние на процесс психологического приспособления и развитие межличностных отношений мигранта в новой культурной среде. Во-первых, значительная величина культурной дистанции вызывает необходимость отказа от большего числа предыдущих установок и убеждений индивида,  усложняет процесс приобретения специфических для новой культуры навыков, а также требует более углубленного изучения принимающей культуры. Во-вторых, культурная дистанция склонна вызывать трудности в установлении и поддержании межличностных контактов с представителями местного населения, а иногда может становиться причиной конфликтов между различными культурными группами.
Данный эффект был отмечен среди большинства иностранцев, включая мигрантов, туристов, иностранных студентов и лиц, находящихся в рабочей командировке: все они испытывали определенные трудности в межличностных и профессиональных отношениях, находясь культурной среде, значительно отличающейся от их родной. Наиболее затруднительным оказалось поддержание личных отношений с представителями принимающей культуры. Берри также отмечал данный феномен в контексте адаптации коренного населения.
С. Бочнер и соавторы интерпретировали феномен культурной дистанции в рамках когнитивной теории стресса и копинга Лазаруса, объясняя степень психологического дискомфорта масштабом перемен, которые мигрант вынужден внести в свою жизнь в процессе адаптации.

## Измерение культурной дистанции
Для измерения уровня несоответствия социальных и физических аспектов «домашней» и «принимающей» культурной среды Бабикер, Кокс и Миллер ввели так называемый «индекс культурной дистанции», включающий в себя язык, вероисповедание, структуру семьи, уровень образованности, материальный комфорт, климат, пищу, одежду и др.
Культурная дистанция может проявляться как на уровне страны (объективном), так и на индивидуальном (субъективном) уровне. В первом случае ее составляющими являются такие показатели, как ВВП, индекс неравенства доходов населения (коэффициент Джини), а также психологические особенности, убеждения и ценности. Измерение объективной культурной дистанции также может опираться на типологию культурных измерений Хофстеде, включающую в себя следующие показатели: дистанцированность от власти, обособленность, мужественность, избегание неопределенности, стратегическое мышление и допущение (или индульгенция).
Д. Берри предложил измерять культурную дистанцию как прямо пропорциональную количеству изменений, которые мигрант вынужден внести в свою повседневную жизнь и поведение для успешной межкультурной адаптации.

## Культурная дистанция как фактор культурного шока
Проведенные исследования выявили положительную корреляцию между культурной дистанцией и степенью выраженности культурного шока. Так, С. Бочнер в своей работе «Культурный шок в связи с контактом с незнакомыми культурами» (англ. Culture Shock Due to Contact with Unfamiliar Cultures) назвал культурную дистанцию одной из ключевых детерминант культурного шока. Он пришел к выводу, что культурный шок определяется как функция от степени различия между культурой мигранта и принимающей культурой: процесс адаптации оказывается менее травматичным, когда принимающая культура имеет много схожего с культурой мигранта.  
Исследование, проведенное Д. Мамфордом в 1988 году выявило коэффициент корреляции, равный 0.50 (умеренная), между интенсивностью культурного шока и индексом культурной дистанции, в то время как для уровня стресса в межличностном общении данный показатель составил 0, 58 (заметная).

## Критика
Гипотеза о корреляции между объективными и субъективными факторами культурной дистанции не нашла подтверждение в исследовании И. Суанет и Ф. ван де Вайвера, изучивших особенности адаптации иностранных студентов в России. Они обнаружили, что восприятие культурной дистанции в значительной степени определяется личностными особенностями индивида, такими как эмоциональная стабильность и гибкость, которые склонны сглаживать процесс межкультурной адаптации. Исследователи пришли к выводу, что культурная дистанция не может быть измерена как простое вычисление объективных показателей по странам и, таким образом, тема требует более детального изучения.